# 南原繁
南原 繁（なんばら しげる、1889年〈明治22年〉9月5日 - 1974年〈昭和49年〉5月19日）は、日本の政治学者。東京大学名誉教授。東京帝国大学の総長を務めた。

## 略年譜

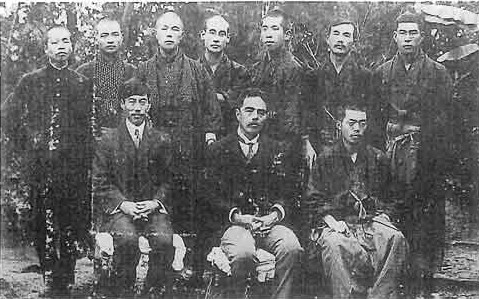
白雨会送別会(1917年)、前列中央は内村鑑三、南原は前列右

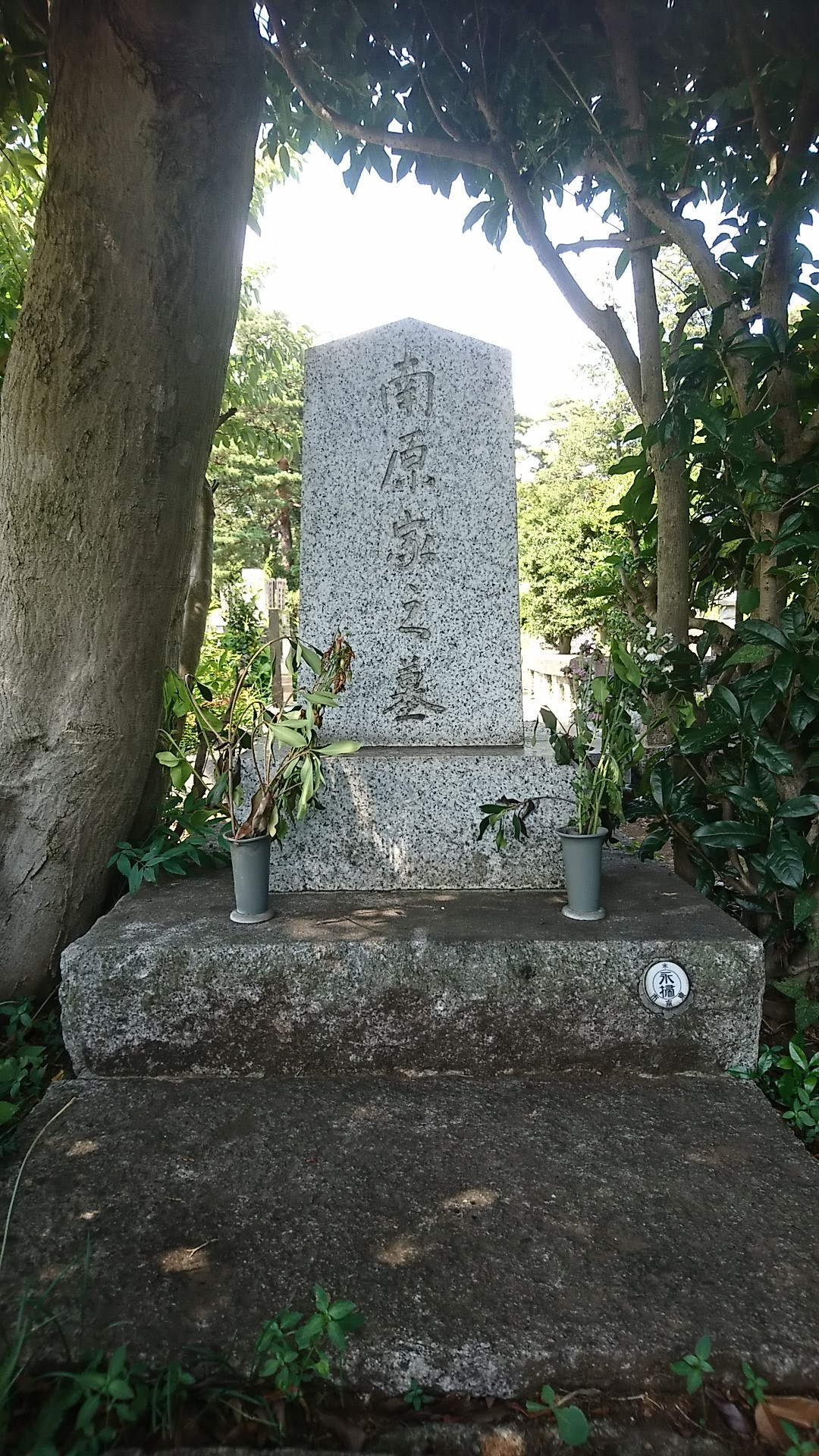
多磨霊園にある南原家の墓

- 1889年（明治22年）

9月5日 - 香川県大川郡南野村（現在の東かがわ市南野）に婿養子の父・三好貞吉、母・南原きくの次男として生まれる。南原家は母・きくの何代か前の甚左衛門が同村南野小井楠家から分家、屋号岸野屋と称し製糖業を営む。祖父・松蔵は組頭役を務めたが、母・きくの幼時にいたり家運傾き和裁の師匠をして生計を立てる。明治の初めまで姓を楠と称したが本家とともに南原（訓はみなみはら。のち、なんばらとなる）と改め、婿養子を迎えた。しかし、繁の幼少時に最初の婿養子であった実父が出奔、母は2歳の繁を戸主として届け出る。
- 1895年（明治28年）

- 広瀬藤太郎、養父としてきくと結婚。
- 1901年（明治34年）

4月 - 香川県大川郡教員養成所に入所。
- 1907年（明治40年）

3月 - 香川県立大川中学（現・香川県立三本松高等学校）卒業。
- 1910年（明治43年）

6月 - 第一高等学校卒業。
7月 - 東京帝国大学法学部政治学科に入学する。入学後、内村鑑三 の弟子となり、生涯を通じて無教会主義キリスト教の熱心な信者であった。一高に入学したときの校長は新渡戸稲造であり、影響を受けた。
- 1914年（大正3年）

7月 - 東京帝国大学法学部政治学科卒業後内務省入省。
- 1917年（大正6年）

3月 - 富山県射水郡郡長に任ぜられる。灌漑排水事業計画の取り組みや農業公民学校（現・富山県立小杉高等学校）の設立に関わった。
- 1919年（大正8年）

1月 - 内務省警保局事務官に任じられる。労働組合法の草案作成などを手がける。
- 1921年（大正10年）

5月 - 内務省を辞め、東京帝国大学法学部助教授に就任。内務省時代、アテネ・フランセでフランス語を学んでいた。ヨーロッパ留学を経て、小野塚喜平次の後任として、政治学史を担当。
- 1925年（大正14年）

8月 - 教授となり、政治学史を担当。西欧の政治哲学とキリスト教をバックボーンに共同体論を深め、その研究は、1942年（昭和17年）『国家と宗教――ヨーロッパ精神史の研究』（岩波書店、1942年）、『フィヒテの政治哲学』（1959年、岩波書店）に結実する。福田歓一（政治学史）、丸山眞男（日本政治思想史）は彼の教え子である。
- 1945年（昭和20年）

3月 - 東京帝国大学法学部長に就任。高木八尺、田中耕太郎、末延三次、我妻栄、岡義武、鈴木竹雄とともに終戦工作に携わるが失敗に終わり、敗戦を迎える。
12月 - 東京帝国大学総長に就任。
- 1946年（昭和21年）

2月11日 - 紀元節には日の丸をかかげ、日本精神そのものの革命を通じての「新日本文化の創造」を説く。日本に宗教改革が必要であり、真の覚醒は神の発見とその神に従うことで可能となるため、日本的神学とは別の宗教が必要と述べた。
3月 - 貴族院勅選議員に任じられる（22日 - 1947年5月2日。無所属倶楽部所属）。単独講和を主張した当時の内閣総理大臣・吉田茂に対し全面講和論を掲げ、論争となった（単独講和と全面講和論）。このことで、南原は吉田茂から「曲学阿世の徒」と名指しで批判された。
8月27日 - 貴族院本会議において、新憲法案の戦争放棄条項について、「歴史の現実を直視して、少くとも国家としての自衛権と、それに必要なる最小限度の兵備を考へると云ふことは、是は当然のこと」とした上で、将来日本が国際連合へ加入する場合、国連憲章で認められた自衛権と国連軍への兵力提供義務の双方を放棄するつもりなのか、また講和会議においても最小限度の防衛をも放棄するのか、吉田首相に質問した。そして、「若しそれならば既に国家としての自由と独立を自ら放棄したものと選ぶ所はない」と主張した。
12月16日 - 貴族院本会議において、象徴天皇制への移行へ伴う皇室典範改正にともない、「天皇の自発的退位」の規定を設けることを主張。これは南原が昭和天皇の退位を望んでいたためだが、反対多数で否決された。
- 1947年（昭和22年）

5月19日 - 東京六大学応援団連盟が結成され、初代会長に就任。
- 1950年（昭和25年）

3月 - 退官。その後学士会理事長、日本学士院院長などを歴任。東京大学出版会の創設にも関わっている。アララギ派の歌人としても知られ、歌集『形相』がある。
- 1967年（昭和42年）

1月 - 宮中歌会始召人を務める
- 1974年（昭和49年）

5月19日 - 死去。

## 思想
無教会主義の立場から国家主義とマルクス主義を批判。サンフランシスコ講和条約をめぐっては全面講和を主張して内閣総理大臣吉田茂から「曲学阿世の徒」と罵られた。

## 著作

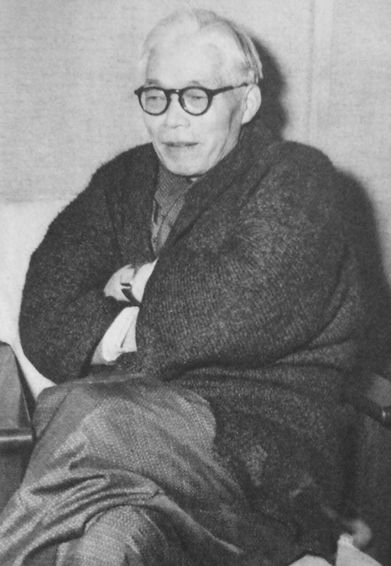
1954年

- 『国家と宗教 ヨーロッパ精神史の研究』（岩波書店、1942年／改訂版・岩波文庫、2014年9月）
- 『學問・教養・信仰』（近藤書店、1946年）
- 『歌集 形相』（創元社、1948年／岩波文庫、1984年7月、解説氷上英廣） ISBN 4003316711
  - 復刻版 （図書月販、1968年／ほるぷ出版、1975年）
- 『日本とアメリカ』（朝日新聞社、1950年）
- 『人間と政治』（岩波新書、1953年）
- 『フィヒテの政治哲学』（岩波書店、1959年）
- 『自由と国家の理念―政治哲学論文集』（青林書院、1959年、新版1965年）
- 『政治理論史』（東京大学出版会、1962年／新装版2007年）　ISBN 4130301454
- 『現代の政治と思想 新しい歴史の転機に立って』（東京大学出版会、1963年）
- 『日本の理想』（岩波書店、1964年）
- 『文化と国家』　（東京大学出版会、〈上・下〉 1968年／新装版〈全1冊〉 2007年）　ISBN 4130010050
- 『歴史をつくるもの』（東京大学出版会、1969年）
- 『南原繁書簡集 付・南原繁宛書簡』（岩波書店、1987年） ISBN 4000015354
- 『政治哲学序説』（岩波書店、1988年、復刊1993年） ISBN 4000011855－著作集「第5巻」
- 『聞き書　南原繁回顧録』 （丸山真男・福田歓一編、東京大学出版会、1989年） ISBN 413033039X
- 『日本平和論大系13　南原繁』 （家永三郎責任編集、日本図書センター、1994年）　ISBN 4820571540
- 『人間の記録70　南原繁　ふるさと』 （日本図書センター、1998年）　ISBN 4820543156
- 『南原繁対話 民族と教育』 （東京大学出版会、2001年） ISBN 4130030043
- 『わが歩みし道　南原繁　ふるさとに語る』（同刊行委員会編、東京大学出版会、2004年） ISBN 4130330497

### 著作集
- 『南原繁著作集』（全10巻、丸山真男・福田歓一編、岩波書店、1972-73年、復刊1984年、2006年）

1. 『国家と宗教』
2. 『フィヒテの政治哲学』
3. 『自由と国家の理念』
4. 『政治理論史』
5. 『政治哲学序説』
6. 『学問・教養・信仰、歌集形相』
7. 『文化と国家』
8. 『現代の政治と思想－新しい歴史の転機に立って、小野塚喜平次－総長時代と晩年』
9. 『日本の理想』
10. 『歴史をつくるもの』

### 記念論集・回想
- 『政治思想における西欧と日本 : 南原繁先生古稀記念』（上・下、福田歓一編、東京大学出版会、1961年）
- 『回想の南原繁』（丸山眞男・福田歓一編、岩波書店、1975年）

## 栄典
- 1964年（昭和39年）11月：勲一等瑞宝章
- 1974年（昭和49年）4月：勲一等旭日大綬章